# Stemmatella
Stemmatella là một chi thực vật có hoa trong họ Cúc (Asteraceae).

## Loài
Chi Stemmatella gồm các loài: